# BR-471
A BR-471 é uma rodovia federal do Brasil localizada no extremo sul do país, no estado do Rio Grande do Sul. São ao todo 648,2 quilômetros de rodovia  mas originalmente a rodovia compreendia apenas os 222 quilômetros que ligam a Quinta (distrito do Município de Rio Grande) até o Município de Chuí. 
Tem seu início em Soledade, coincidindo com a BR-153, chamada Rodovia Transbrasiliana, passando por Barros Cassal e Herveiras, onde se assume rodovia independente como RST (na antiga nomenclatura) 471, cruzando os Municípios de Sinimbu, Rio Pardinho, Santa Cruz do Sul, Rio Pardo, Pantano Grande, Encruzilhada do Sul e Canguçu até Coxilha do Fogo onde se encontra com (e continua como) BR-392 até Pelotas, onde coincide com a BR-116 e logo adiante novamente com a BR-392 passando por Povo Novo até Quinta (distrito de Rio Grande), quando deixa a BR-392 e se torna Rodovia Brigadeiro José da Silva Pais, a original BR-471 dos anos 50 aos 90, passando por Santa Vitória do Palmar e se encerrando finalmente no Chuí, o ponto extremo e a cidade mais meridional do Brasil.
Entre os Km 536 e 553, entre Rio Grande e Santa Vitória do Palmar corta/margeia importante área úmida que compõe a Estação Ecológica do Taim, unidade de conservação federal de proteção integral criada pelo Decreto nº 92.963/86 e alçada a sítio Ramsar, sob o nº 2298, em 22 de março de 2017. O Taim é uma das principais estações ecológicas do Rio Grande do Sul e suas 30 espécies de mamíferos e 250 espécies de aves constantemente sofrem a morte neste trecho da rodovia, ensejando inúmeros processos no Ministério Público.
No ano de sua inauguração (2010), teve um vídeo institucional divulgado pelo Governo do Estado do Rio Grande do Sul.

## Antiga Nomenclatura e Classificação atual
O projeto da rodovia era um antigo sonho de integração do território do Rio Grande do Sul na direção longitudinal norte-sul, por regiões isoladas de populações que viviam num enclave sócio-cultural. O Governo do estado, ao assumir esta tarefa para si, classificou a futura rodovia como RST (rodovia de domínio estadual Rio Grande do Sul Transitória), pois se tratava de uma rodovia de ligação cujo objetivo era ligar as principais rodovias de domínio federal (BRs).
O prefixo 471 foi escolhido a partir das normas vigentes, sendo o 4 indicativo de rodovia de ligação e 71 indicativo de que a rodovia está ao Sul do paralelo da capital do Estado. Ora, esse prefixo a tornava nominalmente idêntica a BR-471, embora o objetivo inicial não fosse ligar nenhuma rodovia a BR em questão.
No entanto, por falta de dinheiro, o governo gaúcho não conseguia concretizar o plano de encurtar caminho entre a região da Produção e o Porto de Rio Grande. Por isso, em outubro de 2008 o Estado incorporou a RST 471 à rede rodoviária federal.
Em 25 de novembro de 2009 o DAER, com base das novas normas do DNIT, anunciou o fim da denominação RS ou RST para as rodovias de domínio estadual no Rio Grande do Sul. A partir de então as mesmas denominar-se-iam ERS, quando de domínio do Estado do Rio Grande do Sul ou RSC quando eram as chamadas rodovias coincidentes, cujos traçados seguem as diretrizes de estradas federais planejadas, como é o caso da RST 471: anteriormente, ela recebia a letra T, de transitória, para se diferenciar das outras vias. A partir de 2009, pela norma do Dnit, o trecho passou a ter a letra C (de coincidente), ficando RSC-471 (apenas no trecho exclusivo de domínio estadual, quando não coincide com outras BRs, isto é, os trechos do interior de Herveiras ao interior de Canguçu, embora na prática se chame tudo BR-471).

## História
Foi no Ano do Senhor de 1953 que, por delegação do DNER, o DAER construiu a rodovia Pelotas - Rio Grande e Quinta - Santa Vitória. O asfaltamento, contudo, foi feito apenas no correr da década de 60.
O trecho de 55 quilômetros entre Santa Cruz do Sul, passando por Rio Pardo, até Pantano Grande foi implantado e pavimentado pelo DAER em 1970 sendo que no período de 1983 a 1984 foram executados restaurações ao longo do trecho com critérios mais bem elaborados. No km 139,64, em Rio Pardo foi instalada em 2000 praça de pedágio.
Em meados de 1997, o DAER decide inovar, acompanhando as exigências da sociedade moderna. Além de construir e conservar estradas, o Departamento passou a buscar a satisfação dos usuários, exigindo serviços ágeis e modernos, com respostas rápidas às suas necessidades. A inovação permitiu a criação do programa de construção de rodovias, com financiamento do Banco Interamericano de Desenvolvimento (BID) e o programa de reabilitação de estradas em mau estado, financiado pelo Banco Mundial (BIRD).
Assim, a partir de 1998 foram realizados estudos de campo para localização das melhores rotas para a futura rodovia que ligaria Soledade e Santa Cruz do Sul, e Encruzilhada do Sul até o entroncamento da BR-392 na zona rural de Canguçu, regiões totalmente isoladas geográfica e socialmente. A abertura dos matagais pelas máquinas começaram no ano 2000 mas a rodovia demoraria ainda longos anos para ficar pronta.
Pela Lei nº 12.576, de 18 de julho de 2006, o trecho compreendido entre a divisa dos municípios de Pantano Grande e Rio Pardo e a divisa dos municípios de Barros Cassal e Soledade ficou denominado Rodovia Hainsi Gralow. A Lei homenageava o professor universitário Hainsi Gralow, ex-presidente da Associação dos Fumicultores do Brasil (AFuBra), da Associação Internacional dos Produtores de Fumo e da Câmara Setorial do Fumo do Brasil, falecido em março de 2006.<</ref> Cerca de 90% do fumo produzido e exportado no Brasil circula por esta região
Na noite do dia 15 de janeiro de 2009, uma quinta-feira, aconteceu aquela que é considerada a maior tragédia do futebol gaúcho.: No anel de entroncamento entre o km 321 da ERS (RSC/BR) 471 e o km 150 da BR-392, na localidade de Coxilha do Fogo limítrofe com o Paraíso, no município de Canguçu um ônibus no qual havia 31 pessoas da delegação do time Grêmio Esportivo Brasil caiu de um barranco (293 km de Porto Alegre), e provocou a morte de 3 pessoas: do atacante uruguaio Claudio Milar, maior ídolo da história do clube, com 111 gols marcados pelo xavante, do zagueiro Régis Gouveia Alves, e do preparador de goleiros Giovane Guimarães. Outras 20 pessoas ficaram feridas no acidente. A equipe retornava de um jogo-treino na cidade de Vale do Sol, onde havia vencido o Futebol Clube Santa Cruz por 2 a 1. Outros dois atletas - os volantes Xuxa e Edu - e o auxiliar-técnico Paulo Roberto - passaram por cirurgias delicadas, mas se recuperaram.
Informações da Polícia Rodoviária Federal dão conta de que, por volta das 23h30, no viaduto que dá acesso à BR-392, o condutor do ônibus Marcopolo modelo Paradiso 1550 LD prefixo 5009, da empresa Bosembecker, perdeu o controle em uma curva fechada, capotou e despencou de um barranco de cerca de 30 metros de altura. Exames constataram que o motorista, que usava cinto de segurança e não ficou ferido, não ingeriu bebidas alcoólicas antes de dirigir. No entanto, a polícia não encontrou o tacógrafo (equipamento que serve para monitorar o tempo de uso, a distância percorrida e a velocidade), o que ajudaria a esclarecer o que aconteceu.
No entanto, foi somente em 15 de dezembro de 2010, em Herveiras, no Vale do Rio Pardo que o eixo norte da RSC 471, um trecho de 111,6 km, foi inaugurado entre Barros Cassal e Santa Cruz do Sul pela governadora descendente de italianos Yeda Crusius, integrando comunidades até então isoladas, constituindo-se no mais importante eixo de ligação entre o Noroeste Rio Grandense, Planalto Médio e o Porto de Rio Grande, via Vale do Rio Pardo.
Desta forma um longo e cansativo projeto de integração regional demorava 60 anos para finalmente se tornar realidade.

## Os atropelamentos de animais na Reserva do Taim
As mortes de animais silvestres no leito da rodovia BR 471, nesse trecho, são objeto de atuação do Ministério Público Federal desde o ano de 1991, quando foi instaurado
o Inquérito Civil nº 08119.000081/92-51 (Portaria nº 04, de 24 de setembro de 1991, in Diário da Justiça de 23 de outubro de 1991, Seção
I, p. 14.939), a partir do destaque que já conferia a imprensa, à época, à mortandade de
animais na região do banhado do Taim, sobretudo capivaras (v.g. Correio do Povo de 24 de julho de 1991, capa e página 5, Zero Hora de 20 de setembro de 1991 e de 22 de setembro de 1991, p. 39).
Ouvido, à época, o então Chefe da ESEC Taim, Engº Florestal Márcio Luiz Barragana Fernandes, relatou que tal fenômeno remonta à construção da estrada, havendo-se agravado com seu asfaltamento, na década de 1960, em virtude do incremento que este proporcionou à velocidade dos veículos que por ali se deslocam, mencionando serem comuns atropelamentos, também, de jacarés, lontras, cuícas, jaguarundis, mão-peladas, graxains, cachorros-do-mato, gatos-do-mato, gambás, capivaras, furões, ratões-do-banhado, , tatus, tatupebas, lebres, zorrilhos, preás, rodentias várias e aves, animais, estes, cuja morte, por serem mais raros do que as capivaras, resultam em maior dano ecológico.
Relatou, ainda, que a oscilação do nível hídrico do banhado que compõe a ESEC contribui para que os animais subam no talude da rodovia: na época de cheia, por ali encontrarem refúgio das águas e, na época de seca, porque a única concentração de água permanece ao lado do talude, apontando o excesso de velocidade, sobretudo à noite, como a maior causa dos atropelamentos, favorecido pelo fato de se tratar de faixa retilínea e bem pavimentada, sem fiscalização. Narrou, por fim, haver solicitado ao então DNER, no ano de 1989, a colocação de sonorizadores, quebra-molas e duas cancelas nos limites da unidade, o que foi negado pela autarquia sucedida pelo DNIT, ao argumento de que haveria impedimento legal à instalação de tais obstáculos físicos, por se tratar de Rodovia Pan-Americana.
Permanecendo inalterada a situação em 1993, consoante dá conta notícia publicada na edição de 4 de agosto de 1993 do jornal Zero Hora, segundo a qual “o trecho da BR-471 que corta a reserva virou cemitério de ratões e capivaras atropelados ao cruzarem a rodovia”, declarou ao Ministério Público Federal o então chefe da ESEC haver iniciado estudos visando à quantificação dos animais atropelados e ao estabelecimento de um plano de emergência, bem como trabalhos de educação ambiental, havendo relatado contato com
o então DNER, para que verificasse a viabilidade legal de construções que implicassem em
modificação da estrutura da estrada, tais como quebra-molas, cercas e pontilhões.

Por iniciativa do IBAMA, contudo, autarquia que administrava, à época, a ESEC Taim, foi elaborada no ano de 1996 uma possível solução técnica para a questão, mediante instalação de sistema de telamento e mata-burro elevado (Parecer Técnico pelo Centro Nacional de Pesquisa para a Conservação – CENAP/IBAMA).

Referido projeto, com algumas alterações, tais como a inclusão de túneis para passagem de animais sob a rodovia e dispositivos voltados à redução de velocidade, foi instalado entre maio e dezembro de 1998, com ajuda do Governo do Estado do Rio Grande do Sul (por meio de seu Departamento Autônomo de Estradas de Rodagem – DAER) e da iniciativa privada (Jornal Agora de 12 de maio de 1998, p. 3; Diário Popular, caderno DP Regional, de 21 de dezembro de 1998, p. 4; Zero Hora de 23 de dezembro de 1998, pp. 4/5 e Diário Popular de 24 de dezembro de 1998, p. 12), dividindo o trecho em três setores, definidos em função da posição da rodovia em relação à Estação Ecológica do Taim, tangenciando-a (setores 1 e 3, telados) ou seccionando a (setor 2, não telados), delimitados por mata-burros destinados a evitar o ingresso da fauna nos setores telados, de onde não conseguiria sair.
Referido sistema levou a uma redução de aproximadamente 80% dos atropelamentos, notadamente de capivaras e ratões do banhado. Outros animais, contudo, por serem capazes de transpor o sistema por meio da escavação (tuco-tuco e furão), escalação (zorrilhos, gambás e pequenos roedores) e salto (felinos), permaneceram expostos ao risco de atropelamento, enquanto outros inúmeros animais de pequeno porte (v.g. lagartos) morrem presos na malha da tela, ao tentarem ultrapassá-la.
Quanto aos mata-burros, a ausência de controle da velocidade de veículos e o intenso tráfego de caminhões na BR 471 fez com que em poucos meses as barras de ferro utilizadas em sua construção se desprendessem da estrutura, tendo sido aterrados em agosto de 1999 e em dezembro de 2000. Com isso, os mata-burros perderam a sua funcionalidade e transformaram os telamentos contíguos em verdadeiras armadilhas para os espécimes que neles ingressassem.
Em agosto de 2000, a Chefia da ESEC Taim solicitou a intervenção do Ministério Público Federal para instar o então DNER a solucionar o problema dos mataburros ao que aquela autarquia federal, sucedida pelo DNIT, embora assumindo o trecho como sendo de sua
jurisdição, limitou-se a responder que se tratava de um problema do DAER.
Isentando-se de toda a responsabilidade a propósito, adotou o DNER a postura de quem faz um avor, uma liberalidade, em autorizar outro ente público a executar obras que seriam, primariamente, de sua atribuição para, a seguir, permanecer atribuindo-lhe todo e qualquer ônus atinente à sua conservação. Ônus, afinal, de que veio a se desincumbir, mais uma vez, a autarquia estadual DAER, em 2002, quando realizou o único reparo que, desde sua instalação, receberam os mata-burros que compõem o sistema de proteção à fauna instalado na região (Jornal Agora de 30 de agosto de 2002).
Os fatos documentados no Inquérito Civil revelaram, em verdade, uma longa e cruel história de descaso das autarquias federais (DNER e DNIT) sucessivamente responsáveis pela rodovia BR 471: descaso na implantação de um sistema protetivo da fauna (e, correlatamente, dos usuários da rodovia) e, uma vez instalado este por outros entes, descaso na sua manutenção e aprimoramento. A comoção e o clamor públicos que cercam a mortandade de animais silvestres por atropelamento na ESEC Taim é permanente, consoante documentado nos órgãos de imprensa e justiça no decorrer das décadas.

## Estado de Rodagem nos dias atuais
Em 2015 a CNT avaliou 149 quilômetros da rodovia, tanto o trecho sob responsabilidade do estado do Rio Grande do Sul, que vai do município de Soledade até Pantano Grande (RS), como no trecho sob tutela federal (BR), a partir de Pantano Grande.  A situação estava péssima nos dois trechos em três quesitos: estado geral de conservação, sinalização e geometria.
As condições, desde então, só pioraram. No trecho Encruzilhada - Canguçu, a situação é caótica. Além dos buracos, o matagal do acostamento, a falta de sinalização, a estreiteza da via e as curvas acentuadas por falta de melhor planejamento, tornam a vida do usuário um desafio quase mortal.